# 聖亨利 (明尼蘇達州)
聖亨利（英語：St. Henry）是位於美國明尼蘇達州勒蘇爾縣的一個非建制地區。

## 地理
聖亨利所處的海拔為高於海平面308米（即1010英呎），而該地所採用的時區為UTC-6，即北美中部時區（CST）。同時該地設有夏令時間，為UTC-6調快一小時，即UTC-5（CDT）。